# Megastigmus fuscicornis
Megastigmus fuscicornis är en stekelart som beskrevs av Girault 1913. Megastigmus fuscicornis ingår i släktet Megastigmus och familjen gallglanssteklar. Inga underarter finns listade i Catalogue of Life.